# Piz Por
Piz Por är en bergstopp i Schweiz.   Den ligger i regionen Viamala och kantonen Graubünden, i den sydöstra delen av landet, 160 km öster om huvudstaden Bern. Toppen på Piz Por är 3 028 meter över havet, eller 772 meter över den omgivande terrängen. Bredden vid basen är 8,8 km.
Terrängen runt Piz Por är huvudsakligen bergig. Runt Piz Por är det ganska glesbefolkat, med 22 invånare per kvadratkilometer.. Närmaste större samhälle är Mesocco, 17,5 km sydväst om Piz Por. 
Trakten runt Piz Por består i huvudsak av gräsmarker.